# Henricus Vaes
Petrus Henricus Vaes (Helchteren, 27 oktober 1896 - Brussel, 30 december 1953) was een Belgisch volksvertegenwoordiger.

## Levensloop
Hendrik Vaes, getrouwd met Maria-Theresia Franssens, doorliep een carrière als vakbondsleider van het Algemeen Christelijk Vakverbond als:
- 1920-1921: propagandist bij de mijnwerkers in Genk en in Sint-Truiden,
- 1921: secretaris in Sint-Truiden van de Christelijke Centrale voor Hout en Bouw, daarna in Hasselt,
- 1925: propagandist van het ACV in Beringen,
- secretaris van de ACV-centrale in de Duitssprekende kantons Eupen-Malmedy,
- nationaal secretaris van de Christelijke Centrale voor Hout en Bouw.

In 1932 werd hij verkozen tot volksvertegenwoordiger voor het arrondissement Tongeren op de lijst van de katholieke partij. Hij vervulde dit mandaat tot in 1946 en werd opgevolgd door Louis Roppe.